# Campionato di calcio della Repubblica Socialista Sovietica d'Estonia 1967
Il Campionato di calcio della Repubblica Socialista Sovietica d'Estonia 1967 era la massima divisione del campionato estone ed era un campionato regionale sovietico. La vittoria finale andò al Norma Tallinn che vinse il secondo titolo della sua storia.

## Formula
Era formato da dodici squadre: ogni formazione si incontrava le altre in gironi di andata e ritorno, per un totale di 22 incontri. Erano previsti due punti per la vittoria e uno per il pareggio.

## Classifica finale
|                       | Pos. | Squadra          | Pt | G  | V  | N  | P  | GF | GS | DR  |
| --------------------- | ---- | ---------------- | -- | -- | -- | -- | -- | -- | -- | --- |
| RSS Estone (bandiera) | 1    | Norma Tallinn    | 37 | 22 | 17 | 3  | 2  | 55 | 15 | +40 |
|                       | 2    | BLTSK            | 35 | 22 | 16 | 3  | 3  | 62 | 20 | +42 |
|                       | 3    | RT Tartu         | 27 | 22 | 10 | 7  | 5  | 35 | 26 | +9  |
|                       | 4    | Kalev Ülemiste   | 24 | 22 | 7  | 10 | 5  | 31 | 25 | +7  |
|                       | 5    | Tempo Tallinn    | 23 | 22 | 9  | 5  | 8  | 40 | 37 | +3  |
|                       | 6    | Kalev Ülemiste   | 23 | 22 | 9  | 5  | 8  | 30 | 25 | +5  |
|                       | 7    | Kreenholm Narva  | 22 | 22 | 7  | 8  | 7  | 35 | 30 | +5  |
|                       | 8    | Dünamo Kopli     | 22 | 22 | 8  | 6  | 8  | 24 | 30 | -6  |
|                       | 9    | Energeetik Narva | 16 | 22 | 3  | 10 | 9  | 25 | 34 | -17 |
|                       | 10   | PK Kohtla-Järve  | 15 | 22 | 4  | 7  | 11 | 21 | 38 | -17 |
|                       | 11   | Kalev Pärnu      | 11 | 22 | 4  | 3  | 15 | 15 | 46 | -31 |
|                       | 12   | KT Aseri         | 9  | 22 | 3  | 3  | 16 | 21 | 68 | -47 |